# Castillo de Ulvsunda

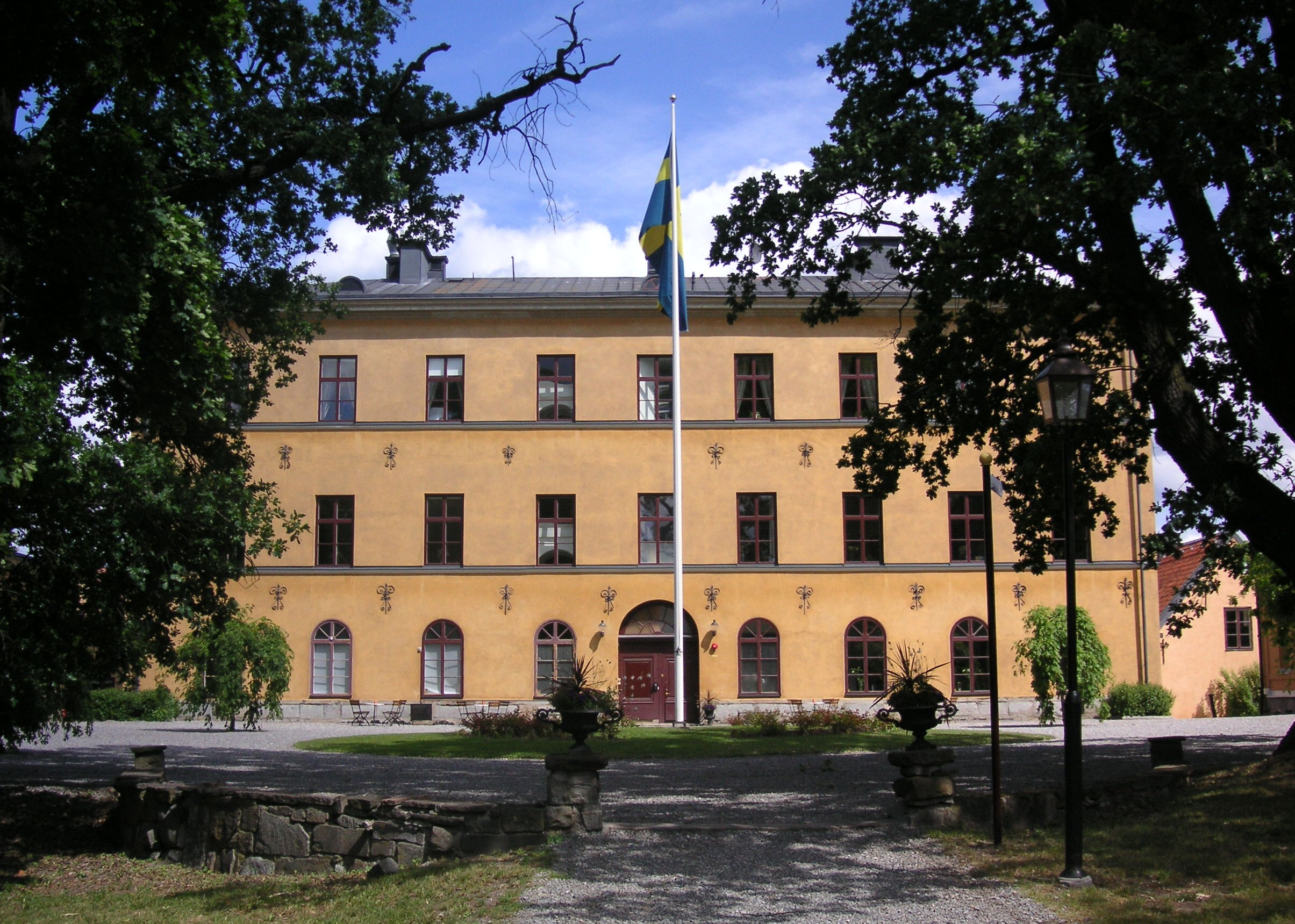
Castillo de Ulvsunda.

El Castillo de Ulvsunda (Ulfsunda slott) es una mansión en Bromma en Estocolmo, Suecia.

## Historia
El edificio fue construido en 1644-1647 por el Mariscal de Campo Lennart Torstenson (1603-1651). La actual apariencia del edificio data de la década de 1830. La familia baronial Åkerhielm pasó a ser propietaria de Ulvsunda entre los años 1843-1902. El primer ministro Gustaf Åkerhielm (1833-1900) usó la finca principalmente como residencia de verano. Sus herederos vendieron la mayor parte de la propiedad en 1902. En 1904, la ciudad de Estocolmo compró la propiedad. Ulvsunda es en la actualidad un hotel y sala de conferencias.